# 大林氏麗菊虎
大林氏麗菊虎（学名：Themus (Themus）为菊虎科麗菊虎屬下的一个种。